# Micro-région de Gödöllő
La micro-région de Gödöllő (en hongrois : gödöllői kistérség) est une micro-région statistique hongroise rassemblant plusieurs localités autour de Gödöllő.